# 운동 상수
운동 상수(運動常數, 영어: constant of motion)는 물리계가 어떤 운동 법칙에 따라 변화할 때, 그 궤적을 따라 일정한 값이다. 계에 따라, 에너지, 운동량, 각운동량, 라플라스-룽게-렌츠 벡터 따위가 운동 상수가 될 수 있다. 많은 경우, 운동 상수를 알면 계의 궤적을 계산하는 데 큰 도움이 된다.

## 운동 상수를 찾는 법
운동 상수를 찾기 위하여, 계에 따라 다음과 같은 방법을 쓸 수 있다.
- 라그랑주 역학에서는 뇌터의 정리를 써서, 계의 대칭을 찾으면 이에 해당하는 운동 상수를 계산할 수 있다. 예를 들어, 계의 운동 법칙이 시간에 따라 바뀌지 않으면 계는 에너지를 보존한다.
- 해밀턴 역학에서는 해밀턴-야코비 방정식을 써서 계를 풀면 자동적으로 운동 상수를 찾을 수 있다.
- 또한, 해밀턴 역학에서는 해밀토니안과의 푸아송 괄호가 0이고, 시간에 직접적으로 의존하지 않는 관측가능량은 운동 상수임을 보일 수 있다. 즉, 임의의 관측가능량 {\displaystyle A}에 대하여,

{\displaystyle {\frac {\mathrm {d} A}{\mathrm {d} t}}={\frac {\partial A}{\partial t}}+\{A,H\}}
이다.
- 양자역학에서도 유사한 공식이 적용된다. 즉,

{\displaystyle {\frac {\mathrm {d} A}{\mathrm {d} t}}={\frac {\partial A}{\partial t}}+[A,H]/\mathrm {i} \hbar }
이다. 따라서 해밀토니안과의 교환자가 0이고 시간에 직접 의존하지 않는 관측가능량은 운동 상수가 된다.
고전계에서는 에너지 이외의 운동 상수가 없는 경우가 있는데, 이런 경우는 혼돈된 계(chaotic system)라고 부른다.